# 1712

## Esdeveniments
Països Catalans
- 9 de novembre - Menorca: John Campbell, segon duc d'Argyll pren possessió de l'illa en nom de la reina britànica, d'acord amb clàusules secretes del tractat d'Utrecht, signades per l'agost (Guerra de Successió).

Resta del món
- 20 de febrer - Madrid: Es dicten instruccions secretes al corregidors del territori català: Pondrá el mayor cuidado en introducir la lengua castellana, a cuyo fin dará las providencias más templadas y disimuladas para que se consiga el efecto, sin que se note el cuidado.

## Naixements
Països Catalans
- 4 de febrer, València: Josep Berní i Català, jurista valencià, fundador del Col·legi d'Advocats de València (m. 1787).[1]

Resta del món
- 28 de gener, Japó: Tokugawa Ieshige, 40è shogun.
- 28 de juny, Ginebra, (Suïssa): Jean-Jacques Rousseau, escriptor i pensador francès (m. 1778).[2]
- 15 de setembre - París: Pierre Simon Fournier, impressor i tipògraf francès (m. 1768).[3]
- 5 d'octubre, Venècia, Itàlia: Francesco Guardi, pintor italià (m.1835).[4]

## Necrològiques
Països Catalans
- 14 de febrer, Barcelona: Narcís Feliu de la Penya, advocat, publicista i historiador català.
- 29 d'abril, València: Joan Baptista Cabanilles, organista i compositor de música barroca (n. 1644).

Resta del món
- 12 de novembre, Japó: Tokugawa Ienobu, 37è shogun.
- Mèxic: Baltasar de Muntaner i de Sacosta, President de la Genunya.